# Rhizophora × harrisonii
Rhizophora × harrisonii Leechm. è una pianta della famiglia Rhizophoraceae.
Questa entità è ritenuta un ibrido di Rhizophora mangle e Rhizophora racemosa.

## Distribuzione e habitat
La specie è diffusa lungo gli estuari delle aree costiere dell'Africa centro-occidentale (Gambia, Guinea, Liberia, Niger, Senegal, Sierra Leone, Camerun, Gabon, São Tomé e Príncipe, Angola) e dell'America tropicale (Messico meridionale, Costa Rica, Honduras, Nicaragua, Panama, Trinidad e Tobago,  Colombia, Ecuador, Guiana Francese, Guyana, Suriname, Venezuela).